# تكفير
التكفير نسبة أحد المسلمين إلى الكفر، وإخراجه عن ملّة الإسلام، ورد النهي عنه في القرآن الكريم والسنة النبوية في الكثير من الاحاديث، تعود بدايته إلى معركة صفين وظهور فرقة الخوارج الذين اعتقدوا بكفر علي بن أبي طالب ومن معه لقبولهم بالتحكيم، يحكم جميع المذاهب الإسلامية بحرمته، وكونه من المسائل الخطيرة التي تدعو إلى الاختلاف وزرع الفرقة بين صفوف المسلمين وتمزيق وحدة الأمة الإسلامية، وأنه حكم شرعي لا يجب التسرع في اطلاقه وان لا يصدر إلّا عن المختصين في ذلك من الفقهاء، والذي يجري طبقاً لضوابط وشروط معينه.ولأهمية المسألة ومالها من آثار خطيرة دنيوية وأخروية اقيمت مؤتمرات وأُلفت العديد من الكتب والمقالات في ذلك واصدر علماء المذاهب الإسلامية فتوى بتحريم تكفير المسلم وتوصية عامة المسلمين بالإبتعاد عن ذلك وعدم تسرع الفقهاء بإطلاقه.

## معنى التكفير
التكفير هو نسبة أحد من أهل القبلة إلى الكفر، والاسم على وزن تفعيل من الكفر، يقال: كفر فلان فلانا تكفيرا، أي نسبه إلى الكفر، ومن معاني التكفير في اللغة: التغطية والستر، ومنه تكفير البذر، أي تغطيته بالتربة.
وأما في الشرع فإن معرفة حقيقة التكفير تتوقف على معرفة معنى الكفر. فالكفر في اللغة يعطي معنى الستر والتغطية: ووٌصِف الليل بالكافر لأنه يستر الأشخاص والأشياء بظلامه، كما وصف المزارعين بالكفار لسترهم البذور في الأرض. بينما الكفر بالعقيدة هو عدم الإيمان بما يجب الإيمان به. في حين أن كفر العمل هو جحد المعروف وعدم شكره.

## حكمه
يُحرّم في الدين الإسلامي تكفير مسلماً يقرُ بالشهادتين وغير منكر لأمر من ضروريات الدين؛ لما جاء من النهي عن ذلك في القرآن، كقوله تعالى:﴿يَا أَيُّهَا الَّذِينَ آمَنُوا إِذَا ضَرَبْتُمْ فِي سَبِيلِ اللَّهِ فَتَبَيَّنُوا وَلَا تَقُولُوا لِمَنْ أَلْقَى إِلَيْكُمُ السَّلَامَ لَسْتَ مُؤْمِنًا تَبْتَغُونَ عَرَضَ الْحَيَاةِ الدُّنْيَا فَعِنْدَ اللَّهِ مَغَانِمُ كَثِيرَةٌ كَذَلِكَ كُنْتُمْ مِنْ قَبْلُ فَمَنَّ اللَّهُ عَلَيْكُمْ فَتَبَيَّنُوا إِنَّ اللَّهَ كَانَ بِمَا تَعْمَلُونَ خَبِيرًا ۝٩٤﴾ [النساء:94]. وفي السنة النبوية، قول النبي ﷺ: «أيّما امرءٍ قال لأخيه يا كافر، فقد باء بها أحدهما إن كان كما قال، وإلاّ رجعت عليه»
عن ابن عمر، قال: قال رسول اللّه ﷺ: «أيّما رجلٍ مسلمٍ أكْفَرَ رجلاً مسلماً فإن كان كافراً وإلاّ كان هو الكافر»

## تاريخ ظاهرة التكفير
التكفير ظاهرة قديمة تعود بداية ظهورها إلى بداية ظهور فرقة الخوارج، حين إنشقت هذه الجماعة عن جيش علي بن أبي طالب في معركة صفين، رافضين لقبوله إيقاف الحرب مع جيش معاوية بن أبي سفيان والذهاب لقرار التحكيم، فحكموا بكفر علي بن أبي طالب وأصحابه؛ حيث روي أن علي بن أبي طالب لما أرسل إليهم عبد الله بن عباس ليناظرهم، (قال لهم: ما الذي نقمتم على أمير المؤمنين؟ قالوا له: قد كان للمؤمنين أميرا، فلما حكم في دين الله خرج من الإيمان، فليتب بعد إقراره بالكفر نعد إليه. قال ابن عباس: ما ينبغي لمؤمن لم يشب إيمانه بشك أن يقر على نفسه بالكفر. قالوا: إنه حكم. قال: إن الله أمر بالتحكيم في قتل صيد؛ فقال: ﴿يَحْكُمُ بِهِ ذَوَا عَدْلٍ مِّنكُمْ﴾، فكيف في إمامة قد أشكلت على المسلمين.)، والذي أصبح فيما بعد من عقائدهم مرتكب الكبيرة كافر خارج عن الملة، وإذا مات ولم يتب فإنه مخلداً في النار.

## أسباب التكفير
يذكر علماء المسلمين أن من أهم أسباب تكفير المسلم:
1. الشرك في عبادة الله تعالى، قال الله تعالى: ﴿إِنَّ اللَّهَ ‌لَا ‌يَغْفِرُ ‌أَنْ ‌يُشْرَكَ ‌بِهِ وَيَغْفِرُ مَا دُونَ ذَلِكَ لِمَنْ يَشَاءُ﴾ [النساء:48]، وقال تعالى: ﴿إِنَّهُ مَنْ يُشْرِكْ بِاللَّهِ فَقَدْ حَرَّمَ اللَّهُ عَلَيْهِ الْجَنَّةَ وَمَأْوَاهُ النَّارُ ‌وَمَا ‌لِلظَّالِمِينَ ‌مِنْ ‌أَنْصَارٍ﴾ [المائدة:72]، ومن ذلك: دعاء الأموات، والاستغاثة بهم، والنذر والذبح لهم.
2. جعل الشخص بينه وبين الله وسائط يدعوهم ويسألهم الشفاعة ويتوكل عليهم. ودليل ذلك قوله تعالى: ﴿وَيَعْبُدُونَ مِنْ دُونِ اللَّهِ مَا لَا يَضُرُّهُمْ وَلَا يَنْفَعُهُمْ وَيَقُولُونَ ‌هَؤُلَاءِ ‌شُفَعَاؤُنَا عِنْدَ اللَّهِ﴾ [يونس:18].
3. الاستهزاء بشيء من دين الرسول محمد ﷺ أو ثوابه أو عقابه والدليل قوله تعالى: ﴿قُلْ أَبِاللَّهِ وَآيَاتِهِ وَرَسُولِهِ كُنْتُمْ تَسْتَهْزِئُونَ (٦٥) ‌لَا ‌تَعْتَذِرُوا قَدْ كَفَرْتُمْ بَعْدَ إِيمَانِكُمْ﴾ [التوبة:65].
4. مظاهرة المشركين ومعاونتهم على المسلمين، والدليل قوله تعالى: ﴿وَمَنْ ‌يَتَوَلَّهُمْ ‌مِنْكُمْ فَإِنَّهُ مِنْهُمْ إِنَّ اللَّهَ لَا يَهْدِي الْقَوْمَ الظَّالِمِينَ﴾ [المائدة:51].
5. اعتقاد أن هدي غير النبي ﷺ أكمل من هديه، أو أن حكم غيره أحسن من حكمه، كالذين يفضلون حكم الطواغيت على حكمه.

قال الشيخ عبد العزيز بن باز رحمه الله: «ويدخل في هذا القسم من اعتقد أن ‌الأنظمة ‌والقوانين ‌التي ‌يسنها ‌الناس ‌أفضل ‌من ‌شريعة ‌الإسلام، أو أن نظام الإسلام لا يصلح تطبيقه في القرن العشرين، أو أنه كان سببا في تخلف المسلمين، أو أنه يحصر في علاقة المرء بربه دون أن يتدخل في شؤون الحياة الأخرى، ويدخل في هذا القسم أيضاً من يرى أن إنفاذ حكم الله في قطع يد السارق أو رجم الزاني المحصن لا يناسب العصر الحاضر».

## رأي المذاهب السنية في إسلام غيرهم من المذاهب الإسلامية
يعتقد علماء المذاهب السنية بفرقها بإسلام غيرهم من المذاهب الإسلامية، كشيوخ الأزهر الذين يفتون بأن الفرقة الإمامية والزيدية جميعهم من المسلمين وأهل القبلة. يقول علي جمعة العضو في علماء الأزهر: انقسموا الشيعة إلى فرق كثيرة، منها المعتدلة الذين لم يختلفوا مع أهل السُّنَّة على أصل من أصول الدين...كالإمامية والزيدية وهم أغلب من ينتسبون للشيعة- ومنها التي غالت لدرجة أنها خالفت أهل السنة في أصول الدين، فبهذه المخالفة خرج من الإسلام، -كالإسماعيلية والدروز وغيرهما... فالشيعة الذين لا ينكرون أصلا من أصول الدين من المسلمين؛ لأنهم يشهدون أنْ لا إله إلا الله، وأن سيدنا محمَّدًا رسول الله، ويؤمنون بالله، وملائكته، وكتبه، ورسله، واليوم الآخر، والقدر خير وشره، ومَنِ اجتمعت فيه هذه الخصال ما جاز بحال من الأحوال إخراجه من مِلَّة الإسلام، فلا خلاف بينهم وبين أهل السنة في المسائل القطعية، المعلومة من الدين بالضرورة، ولا في أركان الإسلام، فبهذا لا يجوز لأهل السنة أن يحكموا عليهم بالكفر-كما يفعل المتشَدِّدون ممن تسموا بالسلفيين في هذه الأيام- لأن الرسول صلى الله عليه وآله وسلم حذَّرنا أَشَدَّ التحذير من الوقوع في تكفير أحد من أهل القبلة، وجاء في كلمة لرئيس المركز الإسلامي للدراسات والبحوث إبراهيم بن محمد الوزير: إن المذهب الشافعي والمالكي والحنفي والحنبلي والمذهب الجعفري والزيدي والإباضي والظاهري، كلها مذاهب إسلامية معتبرة، وأي مسلم تابع لأي واحد من هذه المذاهب، يجب أن يعتبر ويعد مسلماً، ولايحق لأحد ان يعتبره أو يعدّه خارجاً عن الإسلام. ويقول ايضاً: لايجوز لمسلم أن يكفر أي مسلم يتبع ويمارس تعاليم دينه على أي واحد من المذاهب الإسلامية 
- قول ابن تيمية:(كان أهل العلم والسنّة لا يكفّرون من خالفهم وإن كان ذلك المخالف يكفرهم، لأن الكُفر حكم شرعي فليس للإنسان أن يعاقب بمثله، كمن كذب عليك وزنى بأهلك ليس لك أن تكذب عليه وتزني بأهله، لأن الكذب والزنا حرامٌ لحق الله، وكذلك التكفير حقٌ لله، فلا يُكفر إلّا من كفّره الله ورسوله) [12]

بينما يذهب بعض علماء المذاهب السنية إلى التفصيل في حكم التكفير بالنسبة لفرق المذهب الشيعي؛ فيذكر ابن باز في جوابه عن حكم تكفير الشيعة: الشيعة فرقٌ كثيرة، بعضهم لاشك في كفرهم كالفرقة الإمامية الأثني عشرية وبالأخص قادتهم لأنهم يغلون في علي بن أبي طالب وأبنائه، أمّا عامتهم فهم جهلة ضالون، وكذلك الفرقة إسماعيلية والنُّصيرية، أما الشيعة الجهلة ليسوا كفاراً بل عصاة مبتدعة. وفرقة الزيدية ليسوا كفرة لأنهم فقط يفضلون علي على أبي بكر وعمر وعثمان.

## رأي المذهب الشيعي في إسلام غيرهم من المذاهب الإسلامية
يحكم فقهاء المذهب الشيعي الأثني عشري المتقدمين منهم والمتأخرين بإسلام غيرهم من المذاهب الإسلامية. حتى لو لم يعتقدوا بإمامة وولاية الأئمة الإثنى عشر.،
يقول محمد حسين كاشف الغطاء: الإسلام والإيمان مترادفان، ويطلقان على معنى أعم يعتمد على ثلاث أركان: التوحيد، والنبوة، والمعاد. فلو أنكر الرجل واحداً منها فليس بمسلم ولامؤمن، وإذا دان بتوحيد الله ونبوة سيد الانبياء محمد ، واعتقد بيوم الجزاء.من آمن بالله ورسوله واليوم الآخر. فهو مسلم حقاً، له ما للمسلمين وعليه ما عليهم، دمه وماله وعرضه حرام. ويطلقان أيضاً على معنى أخص يعتمد على تلك الأركان الثلاثة وركن رابع وهو العمل بالدعائم التي بني الإسلام عليها وهي خمس: الصلاة، والصوم، والزكاة، والحج، والجهاد... فهذه الأركان الأربعة هي اصول الإسلام والإيمان بالمعنى الأخص عند جمهور المسلمين. ولكن الشيعة الإمامية زادوا ركناً خامساً وهو: الاعتقاد بالإمامة، فمن اعتقد بالإمامة بالمعنى الذي ذكرناه فهو عندهم مؤمن بالمعنى الأخص، وإذا اقتصر على تلك الأركان الأربعة فهو مسلم ومؤمن بالمعنى الأعم، تترتب عليه جميع أحكام الإسلام من حرمة دِمه، وماله، وعرضه، ووجوب حفظه، وحرمة غيبته، وغيرذلك، لا أنه بعدم الاعتقاد بالإمامة يخرج عن كونه مسلماً. كاشف الغطاء،، دليلهم في ذلك الروايات الوارد عن أئمتهم وسيرتهم القطعية؛ يقول جعفر بن محمد الصادق: (الإسلام شهادة أن لا إله إلّا الله والتصديق برسول الله صلى الله عليه وآله وسلم، به حُقنت الدماء وعليه جرت المناكح والمواريث وعلى ظاهره جماعة الناس.).
كما جاء عن مؤسس الثورة في إيران روح الله الخميني قوله:(لا يوجد في الإسلام أي فرق بين الشيعة والسنّة؛ ولا ينبغي أن يكون هناك فرق بين الشيعة والسنّة. ويجب أن تحفظ وحدة الكلمة، فنحن أخوة لهم، وهم أخوة لنا). ويقول المرجع الشيعي علي السيستاني:(أنا أحب الجميع، والدين هو المحبة. أعجب كيف استطاع الأعداء أن يفرقوا بين المذاهب الإسلامية...أنه لا توجد خلافات حقيقية بينهم. إن نقاط الخلاف بين الشيعة والسنة في قضايا فقهية موجودة بين أبناء المذهب الواحد أيضاً...خطابنا هو الدعوة للوحدة، وكنت وما أزال أقول لا تقولوا إخواننا السنة، بل قولوا “أنفسنا أهل السنة... نحن متحدون في كعبة واحدة وصلاة واحدة وصوم واحد..)،
ويقول جعفر السبحاني: «يجب علينا الأخذ بالضابطة، فما دام الخلاف ليس في صلب التوحيد وما جاء به الرسول بالضرورة علی نحو تعد المفارقة عنه مفارقة عن الاعتراف بالرسالة لا يكون الاختلاف موجباً للكفر وخروجاً عن الإسلام وارتداداً عن الدين، ويعد خلافاً مذهبياً».

## خطر التكفير
حذر جميع علماء الإسلام قديماً وحديثاً، المسلمين من فتنة التكفير وخطورتها ودعوا المتصدين لذلك من الفقهاء والقضاة إلى الاحتياط في إصدار حكم التكفير، ومما ورد من أقواله في ذلك:
- سأل الفقيه عبد الحق الإمام أبا المعالي عن مسألة التكفير فأجاب: «إدخال كافر في الملة ‌وإخراج ‌مسلم ‌منها ‌عظيمة ‌في ‌الدين».[23]
- قول الغزالي في كتاب الاقتصاد في الاعتقاد: «الذي ينبغي أن يميل المحصل إليه الاحتراز من التكفير ماوجد إليه سبيلاً. فإن استباحة الدماء والأموال من المصلين إلى القبلة المصرحين بقول لا إله إلا الله محمد رسول الله خطأ، والخطأ في ترك ألف كافر في الحياة أهون من الخطأ في سفك محجمة من دم مسلم. وقد قال رسول الله ﷺ: أمرت أن أقاتل الناس حتى يقولوا لا إله إلا الله محمد رسول الله، فإذا قالوها فقد عصموا مني دماءهم وأموالهم إلا بحقها».[24]
- قول تقي الدين السبكي، حين سُئِل عن حكم تكفير المبتدعة وأهل الأهواء فقال: «اعلم أيها السائل أن كل من خاف الله  استعظم القولَ بالتكفير لمن يقول: لا إله إلا الله محمد رسول الله، إذ التكفير هائل عظيمُ الخطر، لأن من كفّر شخصاً بعينه فكأنما أخبر أن مصيره في الآخرة جهنمُ خالداً فيها أبد الآبدين، وأنه في الدنيا مباح الدم والمال، لا يُمكَّن من نكاح مسلمة ولا تجري عليه أحكام المسلمين، لا في حياته ولا بعد مماته، والخطأ في ترك ألف كافر أهونُ من الخطأ في سفك مِحْجَمَة من دم امرئ مسلم، وفي الحديث: ((لأَنْ يُخطئ الإمام في العفو أحب إليّ من أن يخطئ في العقوبة)). ثم إن تلك المسائل التي يُفتى فيها بتكفير هؤلاء القوم في غاية الدقة والغموض، لكثرة شُبهها واختلاف قرائنها وتفاوت دواعيها».[25]
- قول عبد الله بن محمد بن عبد الوهاب في مجموع الرسائل والمسائل النجدية: «وبالجملة فيجِب على مَن نصح نفسَه أن لا يتكلّمَ في هذه المسألة إلاّ بعلمٍ وبرهانٍ مِن الله، وليحذَر من إخراجِ رجلٍ مِن الإسلام بمجرّد فهمِه واستحسانِ عقلِه، فإنّ إخراجَ رجلٍ من الإسلام مِن أعظمِ أمور الدّين».[26]
- قول ابن دقيق العيد: «وهذا وعيد عظيم لمن أكفر أحدًا من المسلمين، وليسَ كذلك وهي ورطة عظيمة وقع فيها خلقٌ كثير».[27]

## الآثار الخطيرة للتكفير
منع في الدين الإسلامي تكفير المسلم وإخراجه من الملّة الإسلامية دون ثبوت الدليل الشرعي على ذلك، لما يترتب عليه من مفاسد ومخاطر كثيرة فردية واجتماعية، من آثارها التي تعود على الشخص المُكفَّر، ومايستتبع ذلك الحكم من أحكام شرعية كإباحة إهدار دمه وماله، والحكم بنجاسته، وما يستلزم ذلك من عدم تعامل المسلمين معه في الزواج والميراث، تحريم زوجته عليه وانتفاء ولايته على أبنائه، ومعاملته كالكفار في عدم تغسيله والصلاة عليه بعد موته وعدم دفنه في مقابر المسلمين وغيرها؛ يجيب المفتي العام لسلطنة عمان، أحمد بن حمد الخليلي في سؤاله عن التكفير: (التكفير-بمعنى فصل المسلم عن جسم الأمة الإسلامية، وإلقائه خارج أسوار ملة الإسلام-أمر صعب، لا يقدم عليه من يخشى الله تعالى ويتقيه، فإن ذلك أدعى الدواعي إلى انحلال رابطة العقيدة التي تشد الأمة بعضها إلى بعض، وتصل بين أفرادها وجماعاتها، بل هو أعمل العوامل في تفكيك الأمة وقطع أوصالها حتى تكون أمة هزيلة لاوزن لها بين البشر، ولا يحسب لها حساب في الأمم). كما له آثار تعود على شخص المُكَفِر؛ جاء عن رسول الله صلى الله عليه وآله قوله:(من قذف مؤمناً بكفر فهو كقاتله، ومن قتل نفساً بشيء عذّبه الله بما قتل) ، ومن آثارها الاجتماعية، تفكيك المجتمع، وبث الحقد والكراهية بين صفوف المجتمع الواحد، كما يأجج التعصب الطائفي وتمزيق وحدة الإمة الإسلامية.

## ضوابط التكفير
إن تكفير المسلم وإخراجه عن الدين الإسلامي لا بد أن يخضع لعدة ضوابط وشروط، وهي:
- التثبت من الكفر: ضرورة التثبت في إصدار هذا الحكم الشرعي، وأن لا يصدر إلّا عن بينة ويقين، وعن العلماء الملمين بالأدلة الشرعية. لأن من كان إسلامه ثابتتً بيقين، لا يحكم بكفره إلا بيقين. وذلك بناءً على القاعدة الموجودة في الفقه الإسلامي القائلة: (اليقين لايزول بالشك)؛ وقد حذر الشوكاني من التسرع في إصداره في قوله: (اعلم أنّ الحكم على الرجل المسلم بخروجه من دين الإسلام، ودخوله في الكفر لا ينبغي لمسلم يؤمن بالله واليوم الآخر أن يُقدم عليه إلّا ببرهان أوضح من شمس النهار).[31]
- العلم بالمكفرات.
- العمد والقصد: أن ينطق بكلمة الكفر عامداً، وليس بالخطأ أو غفلة أو غيرها من حالات عدم القصد، ﴿ادْعُوهُمْ لِآبَائِهِمْ هُوَ أَقْسَطُ عِنْدَ اللَّهِ فَإِنْ لَمْ تَعْلَمُوا آبَاءَهُمْ فَإِخْوَانُكُمْ فِي الدِّينِ وَمَوَالِيكُمْ وَلَيْسَ عَلَيْكُمْ جُنَاحٌ فِيمَا أَخْطَأْتُمْ بِهِ وَلَكِنْ مَا تَعَمَّدَتْ قُلُوبُكُمْ وَكَانَ اللَّهُ غَفُورًا رَحِيمًا ۝٥﴾ [الأحزاب:5].
- الاختيار: بأن لا يكون مُكرَها أو مضطراً إلى الكفر قولاً أو فعلاً، بدليل قوله تعالى:﴿مَنْ كَفَرَ بِاللَّهِ مِنْ بَعْدِ إِيمَانِهِ إِلَّا مَنْ أُكْرِهَ وَقَلْبُهُ مُطْمَئِنٌّ بِالْإِيمَانِ وَلَكِنْ مَنْ شَرَحَ بِالْكُفْرِ صَدْرًا فَعَلَيْهِمْ غَضَبٌ مِنَ اللَّهِ وَلَهُمْ عَذَابٌ عَظِيمٌ ۝١٠٦﴾ [النحل:106]؛ والتي نزلت في عمار بن ياسر عند تعذيب مشركي قريش له حتى أجبروه على قول كلمة الكفر.

وقد أضاف مذهب أهل السنة ضوابط أخرى، منها: التفريق بين تكفير النوع (المطلق) وتكفير المعين أي مسلماً بعينه؛ ولا يشترط في تكفير الأول سوى ثبوت كون الفعل كفراً. أما المعين فلا يكفر إلا بثبوت ضوابط التكفير وانتفاء موانعه.

## الفعاليات
نظراً لأهمية وخطورة مسألة التكفير وإيصال ما يترتب عليها من آثار دنيوية وأخروية، لجميع المسلمين، اقيم العديد من المؤتمرات، وكُتب فيها العديد من المقالات والكتب، منها:

### الكتب والمقالات
فتنة التكفير لمحمد ناصر الدين الألباني، التكفير وضوابطه لصالح بن فوزان الفوزان، قواعد شرعية في التكفير قراءة لأفكار شيخ الإسلام ابن تيمية-عصمت الله عناية الله محمد، التعددية المذهبية في الإسلام وآراء العلماء فيها لجلال الدين ميرآقايي، ضوابط التكفير عند أهل السنة والجماعة لعبد الله بن محمد القرني، ضوابط التكفير في الفكر الإسلامي (بين النظرية والتطبيق) ثائر علي الحلاق، حرمة التكفير ومخاطره؛ كتاب للمنظمة العالمية لخريجي الأزهر، التكفير والتكفيريون الجدد عبدالله أحمد اليوسف تكفير أهل الشهادتين.. موانعه ومناطاته؛ دراسة تأصيلية لشريف حاتم بن عارف العوني.

### المؤتمرات
- المؤتمر العالمي عن «ظاهرة التكفير..الأسباب، الآثار، العلاج»؛ قامت بتنظيمه جائزة نايف بن عبد العزيز العالمية للسُّنة النبوية والدراسات الإسلامية المعاصرة، بمشاركة جامعة الإمام محمد بن سعود الإسلامية بالمدينة المنورة سنة 1432هـ -2011م.
- المؤتر الإسلامي الدولي الذي عقد في عمّان عاصمة الأردن، والذي جاء في البيان الصادر عنه: (إن كل من يتبع أحد المذاهب الاربعة من أهل السنة والجماعة (الحنفي، والمالكي، والشافعي، والحنبلي) والمذهب الجعفري، والمذهب الزيدي، والمذهب الظاهري، فهو مسلم ولا يجوز تكفيره. ويحرم دمه وعرضه وماله. وأيضاً، ووفقاً لما جاء في فتوى فضيلة شيخ الازهر، لا يجوز تكفير أصحاب العقيدة الاشعرية، ومن يمارس التصوف الحقيقي. وكذلك لا يجوز تكفير اصحاب الفكر السلفي الصحيح. كما لا يجوز تكفير أي فئة أخرى من المسلمين تؤمن بالله سبحانه وتعالى وبرسوله ﷺ وأركان الايمان، وتحترم أركان الإسلام، ولا تنكر معلوما من الدين بالضرورة.) [35]
- مؤتمر (مخاطر التيارا‌ت ا‌لتکفيرية في العصر الحاضر ومسؤولية علماء العالم الإسلامي)، الذي أُقيم في إيران.[36]

## وصلات خارجية
- قرار بشأن تكفير المسلم: أسبابه، وآثاره، وعلاجه، مجمع الفقه الإسلامي الدولي.
- سلف للبحوث والدراسات_موقف السلف من التكفير.
- الشيخ الصفار يدعو الشيعة للتصدي ل«تيار البذاءة» المسيء لرموز السنة.
- مذكرة التكفير وضوابطه، محمد بن عمر بازمول.